# パリの聖体の奇跡
パリの聖体の奇跡は、1290年にフランスのパリで起こったとされる聖体の奇跡の事である。

## 概要
この聖体の奇跡に関連する事実は、その信憑性を証明するいくつかの文書が存在する。イタリアの歴史家ジョヴァンニ・ヴィッラーニ（1280-1348）は、自身の著書「フィレンツェの歴史」の第7巻136章で、奇跡とされる瞬間の顕著な瞬間を報告している。1954年、モロー・レンドゥ夫人の著書「パリ、ルエデス・ジャルダン」では、情報源を綿密に調査し、事実の信憑性についての結論を下した。最もよく知られているのは、フランスの大司教、モンシニョールのジャン・エドゥアール・ルシアン・ラップによって書かれた「パリ教会の歴史」である。著書は、1290年4月2日復活祭の日曜日に、冒涜する目的で聖別された聖体を入手したジョナサスという名前の人物について書かれている。聖体におけるイエス・キリストの存在を信じず、カトリックの信仰を軽蔑していたジョナサスは、ナイフで聖体を刺すと聖体は出血し始めた。驚いたジョナサスは聖体を火の中に投げ込んだ。だが聖体は無傷で空中に上がった。そして聖体を沸騰したお湯に投げ入れた。だが、再び聖体は空中に上がり十字架の形に変化した。

## 遺物
教区民を通して、聖体はサン・ジャン・アン・グレーヴ教会に戻され何世紀にも亘り聖遺物として安置されていたが、フランス革命の間に失われた。「奇跡の家」と呼ばれるジョナサスの家は、1291年にフィリップ4世によって没収され、教皇ボニファティウス8世の教皇勅書により礼拝堂に変容した。